# Philip Ball
Philip Ball (* 8. Oktober 1962) ist ein englischer Chemiker, Physiker und Autor populärwissenschaftlicher Sachbücher.

## Leben
Ball studierte Chemie an der Universität Oxford und promovierte in Physik an der Universität Bristol. Er arbeitete etwa 20 Jahre als Redakteur für die Zeitschrift Nature.
Er lebt seit Jahren im Großraum London.

## Auszeichnungen
2004 erschien Balls Buch Critical Mass: How One Thing Leads To Another, das 2005 mit dem Royal Society Prize for Science Books ausgezeichnet wurde. Sein Buch Serving the Reich: The Struggle for the Soul of Physics under Hitler (The Bodley Head) war auf der Shortlist des Royal Society Winton Prize for Science Books 2014. Dieser renommierte britische Preis ist dotiert mit £ 2500 Preisgeld für Nominierte, der Gewinner bekommt das Zehnfache. Elegant Solutions erhielt 2007 den Dingle Prize. Für 2019 wurde Ball die Kelvin Medal des Institute of Physics zugesprochen.

## Werke
- Elements. A Visual History of their Discovery. Chicago University Press/Quarto, Chicago 2021.
  - Deutsch: Die Elemente. Entdeckung und Geschichte der Grundstoffe. Übersetzt von Susanne Schmidt-Wussow. Haupt, Bern 2022, ISBN 978-3-258-08268-4.
- Invisible: The Dangerous Allure of the Unseen (2015), ISBN 978-0-226-23889-0
- Serving the Reich: The Struggle for the Soul of Physics under Hitler (2014), ISBN 978-0-226-20457-4
- Curiosity: How Science Became Interested in Everything (2013), ISBN 978-0-226-04579-5
- Why Society is a Complex Matter: Meeting Twenty-first Century Challenges with a New Kind of Science (2012), ISBN 978-3-642-28999-6
- Unnatural, The Heretical Idea of Making People (2011), ISBN 978-1-84792-152-9
- The Music Instinct (2010), ISBN 978-1-84792-088-1
- Branches, Nature's Patterns, a Tapestry in three Parts (2009), ISBN 978-0-19-923798-2
- Flow, Nature's Patterns, a Tapestry in three Parts (2009), ISBN 978-0-19-923797-5
- Shapes, Nature's Patterns, a Tapestry in three Parts (2009), ISBN 978-0-19-923796-8
- The Sun and Moon Corrupted, a novel, Portobello Books Ltd, (2008), ISBN 978-1-84627-108-3
- The Devil's Doctor: Paracelsus and the World of Renaissance Magic and Science (2006), ISBN 0-434-01134-7
- Elegant Solutions: Ten Beautiful Experiments in Chemistry (2005), ISBN 0-85404-674-7
- Critical Mass: How One Thing Leads to Another (2004), ISBN 0-434-01135-5
- The Ingredients: A Guided Tour of the Elements (2002), ISBN 0-19-284100-9 (republished as The Elements: A Very Short Introduction)
- Bright Earth: The Invention of Colour (2001), ISBN 0-670-89346-3
- Stories of the Invisible: A Guided Tour of Molecules (2001), ISBN 0-19-280214-3 (republished as Molecules: A Very Short Introduction)
- H2O: A Biography of Water (1999), ISBN 0-297-64314-2 (published in the U.S. as Life's Matrix)  auf Deutsch: H2O – Biographie des Wassers, Piper Verlag, München 2001, ISBN 3-492-04156-6.
- The Self-made Tapestry: Pattern Formation in Nature (1999), ISBN 0-19-850244-3
- Made to Measure: New Materials for the 21st Century (1997), ISBN 0-691-02733-1
- Designing the Molecular World: Chemistry at the Frontier (1994), ISBN 0-691-00058-1